# 김봉환 (1897년)
김봉환(金奉煥, 1897년 5월 28일 ~ 1930년) 또는 김일성(金一星)은 한국의 공산주의계 독립운동가, 승려, 암살 교사자로, 범어사 승려였다. 1930년 당시 일본 제국의 식민지 상태에 있던 조선의 독립 운동 과정에서 김좌진과 마찰을 빚자 박상실에게 북간도 산시역에서 김좌진의 암살을 교사하였다. 김좌진 피살사건 직후 고강산과 이붕해(李鵬海, 1899~1950)에게 살해당했다. 소설가 강경애와 내연 관계였다는 주장도 있다.
하지만, 이는 고려공산당 여자선전부원인 김경애를 강경애라고 잘못 말한 것일 수도 있다는 주장도 있다.

## 개요
김봉환은 북경에서 마르크스주의자들과 접촉, 공산주의 사상에 접하게 되었다. 그는 승려이자 무정부주의자인 운암 김성숙과도 친분이 있었는데, 운암 김성숙은 남쪽으로, 김봉환은 북만주로 갔다. 1929년 당시 북간도 해림현 김좌진측 민족진영의 활동무대는 해림이었다. 처음 김봉환은 해림에 근거지를 둔 김좌진의 동지들을 포섭하고 공산주의자 몇명과 함께 한족총연합회를 장악하려 시도했다. 그러나 김종진과 이응규가 있었기에 김봉환은 손을 쓸 수가 없었다.
김봉환은 일본 제국주의를 공박하는 글을 종종 발표했다. 그리고 강경애라는 여성 문인과 동거생활을 하고 있었는데 1929년 겨울, 북만주 하얼빈으로 갔다가 일본 영사관원에게 체포되었다. 당시 만주국에 파견된 일본 영사관 경찰서 경부 송도(松島)는 북간도 해림에 있는 동거인 강경애를 꾀어내 하얼빈 영사관 감옥에 감금된 김봉환과 만나게 됐다. 김봉환은 일부 자료를 넘겨준 뒤 즉시 석방되어 애인과 함께 북간도 해림으로 귀환했다. 그러나 6, 7년형이 선고되었다가 갑자기 일본경찰의 도움으로 풀려난 김봉환은 주위 사람들의 의심을 받게 됐다. 또한 그가 한족총연합회를 장악하려고 음모를 꾸미다가 실패한 것 때문에 시선이 좋지 않았다.
김봉환은 북간도 중동선 해림현 산시역에서 공산주의 선동의 방해물인 김좌진을 살해하기로 마음먹고 고민하다가 공산주의자들이 경원하는 무정부주의자를 내세움으로써 공산주의자들에 대한 방패도구로 삼고 있는 김좌진을 사살할 계획을 세운다. 김봉환은 박상실, 박성길 등 아나키스트들을 찾아가 김좌진을 무고했는데 무고 내용이 무엇인가는 알려지지 않았다.
그는 김좌진 피살사건 직후 고강산과 이붕해(李鵬海, 1899~1950)에게 살해당했다.
박기봉(朴奇峰)에 의하면 만주공산주의 단체의 기관지인 「적기(赤旗)」지(誌) 1930년 3월호에 암살 교사범 김일성(金一星, 김봉환)의 죽음을 추도하는 기사가 실렸다고 한다. (서대숙의 1967년 저서 『한국공산주의 운동사 연구』에도 같은 말이 나온다.)
한편 중외일보 1930년 2월 24일자 기사 「배후(背後)에서 권총(拳銃)으로 김좌진(金佐鎭)에 하수(下手)한 김일성(金一星)」에 나오는 김일성은 단순한 성행 불량자로 김봉환과 다른 인물로 보이며, 그가 단독으로 암살을 실행한 것으로 나온다.

## 참고 자료
- <의혹 추적> 문화부는 왜「이달의 문화인물」에 프로 문학가 姜敬愛를 선정했나 『소설가 姜敬愛는 金佐鎭 장군 암살 敎唆犯(교사범)의 동거녀』(前 광복회장 李康勳옹의 生前 회고) : 월간조선 2005년 2월호
- 황석영이 뽑은 한국 명단편 (8) 강경애의 ‘소금’https://www.khan.co.kr/article/201201131928145